# Casa es de Vidala
La Casa es de Vidala és un monument del municipi d'Es Bòrdes inclòs en l'Inventari del Patrimoni Arquitectònic de Catalunya.

## Descripció
Ço des de Vidala segueix la tipologia dels casals del nou-cents a la Val, bé que en aquest cas amb una secció més allargada, i amb un annex formant una L. La façana paral·lela al carener (capièra), orientada al migdia, i amb xamfrà escapçat, presenta en el nivell inferior la ventilació de la cava, i cinc obertures sota arcs de descàrrega en les dues plantes, la disposició simètrica de les quals queda reforçada per les motllures horitzontals i verticals que compartimenten els paraments resolts amb pedres planes. Les golfes o "humarau" mantenen també el nombre de cinc obertures, o "lucanes". La coberta d'encavallades de fusta suporta un llosat de pissarra de dues vessants.
La porta d'accés a la casa és situada al centre de la façana, la qual s'orienta cap al sud. Destaca per la seva fina execució; el marc és neoclàssic i està format per dues columnes construïdes en tres peces, que s'assenten sobre la base. El capitell rectangular aguanta la llinda, en aquesta hi trobem esculpit un petit escut circular on hi ha inscrit l'any 1816. La part superior es remata amb una cornisa treballada en motllures. La porta és de fusta, presenta una vidriera en la zona superior, i està decorada amb formes rectangulars incises.
El balcó situat a la cantonada orientada a l'est, està format per balustres en fustes planes retallades, i fins i tot calades, les quals per la seva forma, sembla que hagin volgut imitar la silueta dels balustres de pedra i marbre d'estil neoclàssic en forma de columneta, motiu pel qual és possible que responguin a una influència francesa. Es caracteritza per tenir l'estructura bàsicament construïda en fusta. La seva longitud sobrepassa molt poc l'amplada de la porta.

## Història
És tradició que aquesta casa fou construïda amb les pedres del desmantellat Castèl-leon.
Referent al balcó de la casa, l'autor Mas Canalis afirma que "els balcons i balconades, en especials els de fusta, es troben a tot el llarg del Pirineu i Pre-Pirineu, i són, en opinió de Violant i Simorra, relativament novells, apareixen vers el segle xvii, i més encara al xviii i començaments del XIX, moment en què, en evolucionar el volum de la casa, també va evolucionar la finestra o gran finestra sota la coberta, la qual feia de solar i assecador, i s'anà convertint a poc a poc en eixidor i en balcó".